# Алперс, Борис Владимирович
Борис Владимирович Алперс (11 (23) марта 1894 — 7 сентября 1974, Москва) — советский театральный критик, театровед и педагог, доктор искусствоведения (1946), профессор ГИТИСа (1943).

## Биография
Родился в посёлке Гусевка Томской губернии 11 (23) марта 1894 года. Его отец, Владимир Михайлович Алперс (1863—1921), экономист, приехавший из Петербурга, принимал участие в строительстве Транссибирской магистрали.
В 1912 году гимназистом выпускного класса познакомился с Всеволодом Мейерхольдом, который в 1913 году пригласил его в свою Студию на Бородинской улице. В том же году поступил на юридический факультет Санкт-Петербургского университета. Окончив его в 1918 году, посвятил себя театральной деятельности. Два года был секретарем Студии на Бородинской, затем журнала «Любовь к трем апельсинам», издаваемого Мейерхольдом.
В 1921 году работал в Петроградском театральном обществе и в Политпросвете, тогда же был директором Лиговского народного театра. Затем, до 1924 года, художественным руководителем Театра Новой драмы. Весной 1924 года по приглашению Мейерхольда приехал в Москву и до 1927 года заведовал литературной частью в Театре Революции. Некоторое время состоял в ВКП(б).
Литературную деятельность начал в 1921 году; постоянно выступал в печати как театральный и литературный критик, занимался научной работой.
С 1925 года вёл также педагогическую работу; с 1939 года преподавал в ГИТИСе, — «элегантный в любую пору, недоступный и загадочный, с особым аристократическим вырезом губ», по воспоминаниям его ученицы М. Строевой, уже в этот период склонялся к «рыцарскому донкихотству Станиславского». 
В 1937 году был исключен из Союза писателей СССР за троцкизм, впоследствии восстановлен. В 1949 году его не обошла стороной кампания по борьбе с космополитизмом.
Умер в Москве 7 сентября 1974 года. Похоронен на Введенском кладбище (уч. 15).

## Память
- Архив  Бориса Алперса хранится в РГАЛИ[4].

## Творчество
В конце 1920-х годов Алперс опубликовал монографию «Театр Революции», в 1931 году вышла в свет получившая мировую известность его книга о Мейерхольде — «Театр социальной маски».
В 1940-х годах в статьях, публичных выступлениях и лекциях (о драматургии Чехова, о новой системе театра, складывающейся на рубеже XIX—XX веков, театровед разрабатывал темы, которые составили содержание его поздних его работ о К. С. Станиславском и В. Ф. Комиссаржевской.
Подготовленный Алперсом двухтомник «Театральные очерки» (изданный после его смерти в 1977 году) — включал работы 1920—1970-х годов, представившие духовную эволюцию людей его поколения.

## Сочинения
- Театр Революции. — М., 1928.
- Театр социальной маски. — М.-Л., 1931.
- М. С. Щепкин. — М., 1943.
- Актёрское искусство в России. Т. 1. — М.-Л., 1945.
- Путь советского театра. — М., 1947.
- Творческий путь МХАТ Второго // «Советский театр». — 1931. — № 6.
- «Беспокойная жизнь» (о В. Билль-Белоцерковском) // «Литературный критик». — 1935. — № 6.
- «Реакционные домыслы М. Булгакова» // «Литературная газета». — 1936. — № 15.
- Б. В. Щукин // ««Советский театр»». — 1936. — № 9.
- Островский в постановках Мейерхольда // «Театр». — 1937. — № 1.
- «Сердце не камень» и поздний Островский // Ежегодник Малого театра. 1953—1954. — М., 1956.

### Посмертные издания
- Театральные очерки: В 2 т. — М.: Искусство, 1977. Т. 1. Театральные монографии. — 567 с.
- Театральные очерки: В 2 т. — М.: Искусство, 1977. Т. 2. Театральные премьеры и дискуссии. — 519 с.
- Искания новой сцены. — М.: Искусство, 1985. — 398 с.